# Kopelma Darussalam
Kopelma Darussalam is een bestuurslaag (kelurahan) in het onderdistrict (kecamatan) Syiah Kuala in het regentschap Banda Aceh van de provincie Atjeh, Indonesië. Kopelma Darussalam telt 5.207 inwoners (volkstelling 2010).
Kopelma Darussalam ligt in het oosten van Banda Aceh en heeft twee universiteiten, Syiah Kuala dan IAIN Ar-Raniry.

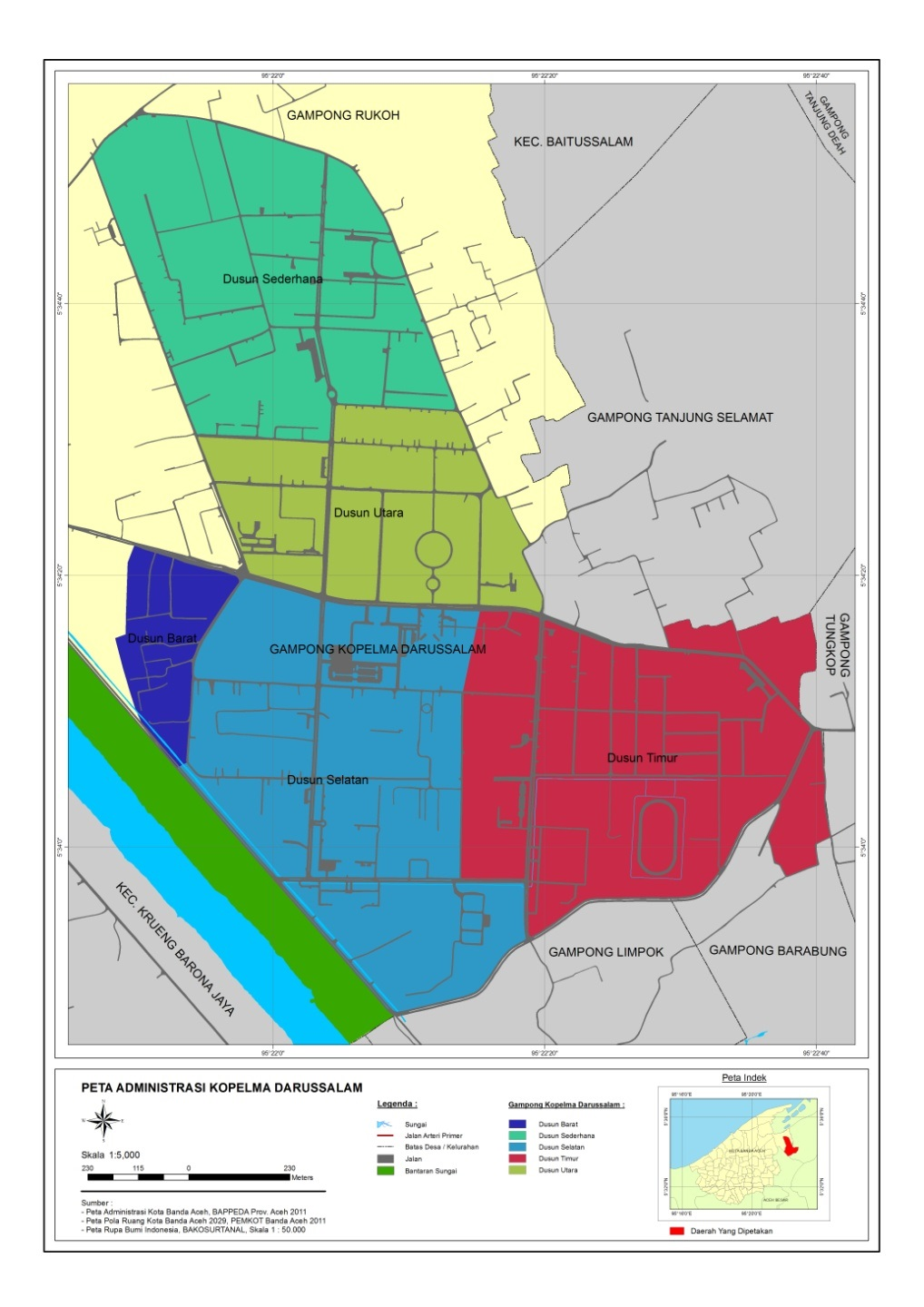
Gampong Kopelma Darussalam, Syiah Kuala, Banda Aceh